# Christian Seybold
Christian Seybold (né le 19 mars 1695 à Neuenhain - mort le 28 septembre 1768 à Vienne) est un peintre baroque, célèbre pour ses portraits.

## Biographie
Né dans une famille de 11 enfants, il est le fils de Johann Peter Seybold (1658-1716), originaire d'Oberursel. Il vit probablement à Bad Soden am Taunus (Électorat de Mayence) jusqu'en 1715, avant de se rendre à Vienne à l'âge de 20 ans. Il épouse la même année Maria Elisabeth Wimmer (1692-1717), dont il a un enfant un mois plus tard. Après la mort de sa première femme et de son enfant, il se remarie en 1718. 
Subissant l'Influence de Balthasar Denner et de Jan Kupecký, il commence à peindre des portraits vers 1728 et acquiert rapidement une grande notoriété. En 1742, il est au service du roi Auguste III de Pologne. En 1749, il devient le peintre de la cour de Marie-Thérèse d'Autriche. En marge de ses portraits officiels de monarques et de notables, il a également peint des gens de peuple et une série d'autoportraits.

## Œuvre
Il représente la minutieuse "Feinmalerei" allemande. Il exécute surtout des têtes et des bustes très appréciés de l'aristocratie pour leur exécution soignée.
La plupart de ses tableaux se trouvent présentement exposés dans la collection de la Österreichische Galerie Belvedere au Palais du Belvédère de Vienne, à la Gemäldegalerie Alte Meister de Dresde, dans la galerie baroque de Château de Ludwigsbourg, au Musée du Land de Mayence et au Germanisches Nationalmuseum de Nuremberg. Hors d'Allemagne, des toiles sont exposées au musée du Louvre à Paris, à la Galerie des Offices de Florence et au musée de l'Ermitage de Saint-Pétersbourg. Le Musée des beaux-arts de Budapest et le Musée Liechtenstein de Vienne abritent plusieurs des autoportraits du peintre. Beaucoup de ses œuvres ont disparu ou été détruites, ce qui explique la difficulté d'apprécier aujourd'hui l'art de Seybold dans son ensemble.
- Autoportrait, 1747, huile sur cuivre, 38 × 29 cm, Musée des Offices, Florence[2]
- Autoportrait, 1759, huile sur toile, 56 × 45 cm, Germanisches Nationalmuseum, Nuremberg[3]
- Autoportrait, 1760, huile sur cuivre, 40 × 30 cm, Musée des Beaux-Arts de Budapest[4]
- Portrait de la fille de l’artiste, 1761, huile sur cuivre, 41 × 31 cm, Musée Liechtenstein, Vienne[5]
- Autoportrait, 1761, huile sur cuivre, 40 × 31 cm, Musée Liechtenstein, Vienne[6]
- Portrait d'une vieille femme avec un foulard vert, huile sur cuivre, 41 × 32 cm, Gemäldegalerie Alte Meister, Dresde[7]
- Autoportrait, huile sur toile, 130 × 98 cm, Musée des beaux-arts de Carcassonne[8]

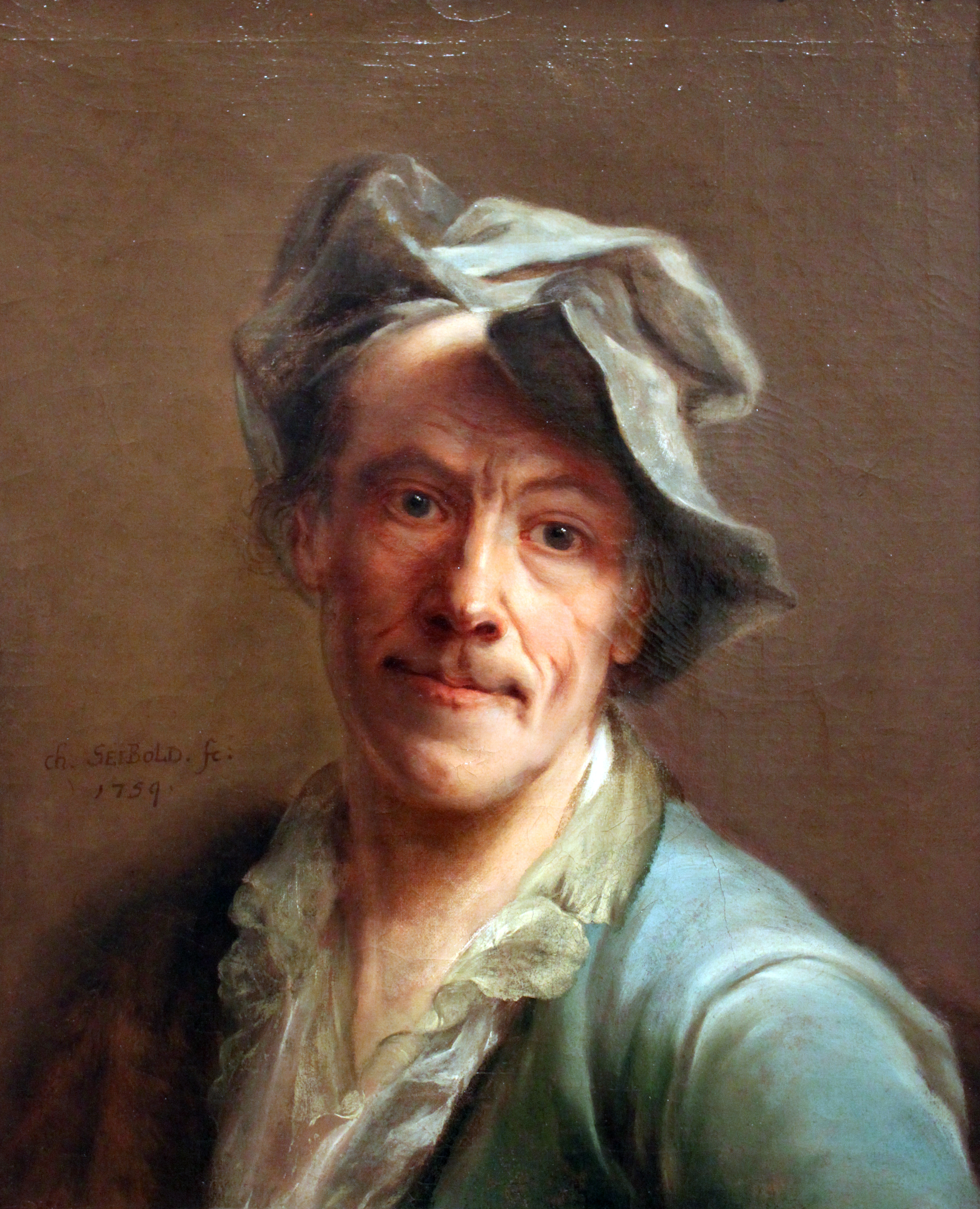
Autportrait (1759), Germanisches Nationalmuseum, Nuremberg
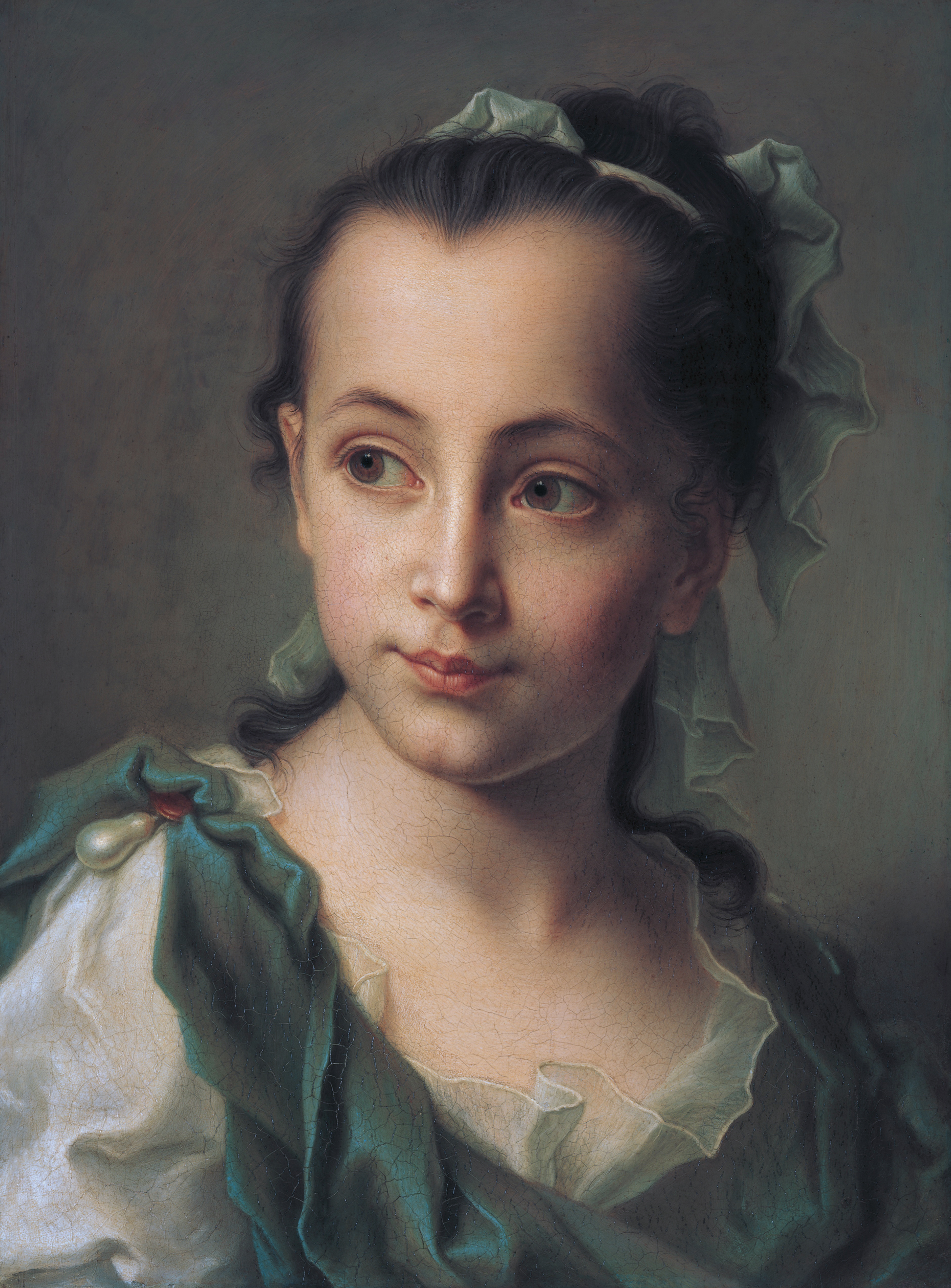
Portrait de la fille de l'artiste (1761), Musée Liechtenstein, Vienne
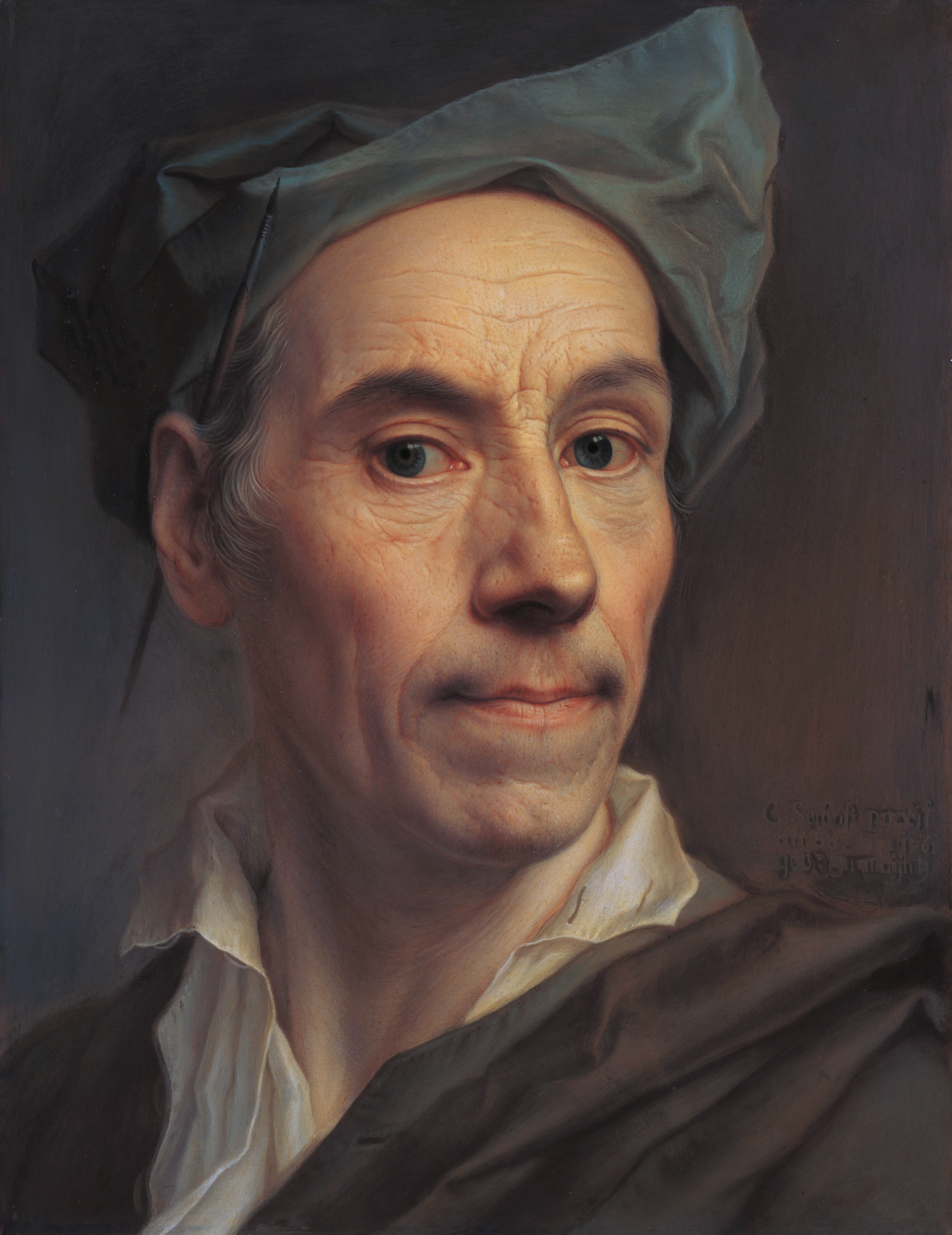
Autoportrait (1761), Musée Liechtenstein, Vienne
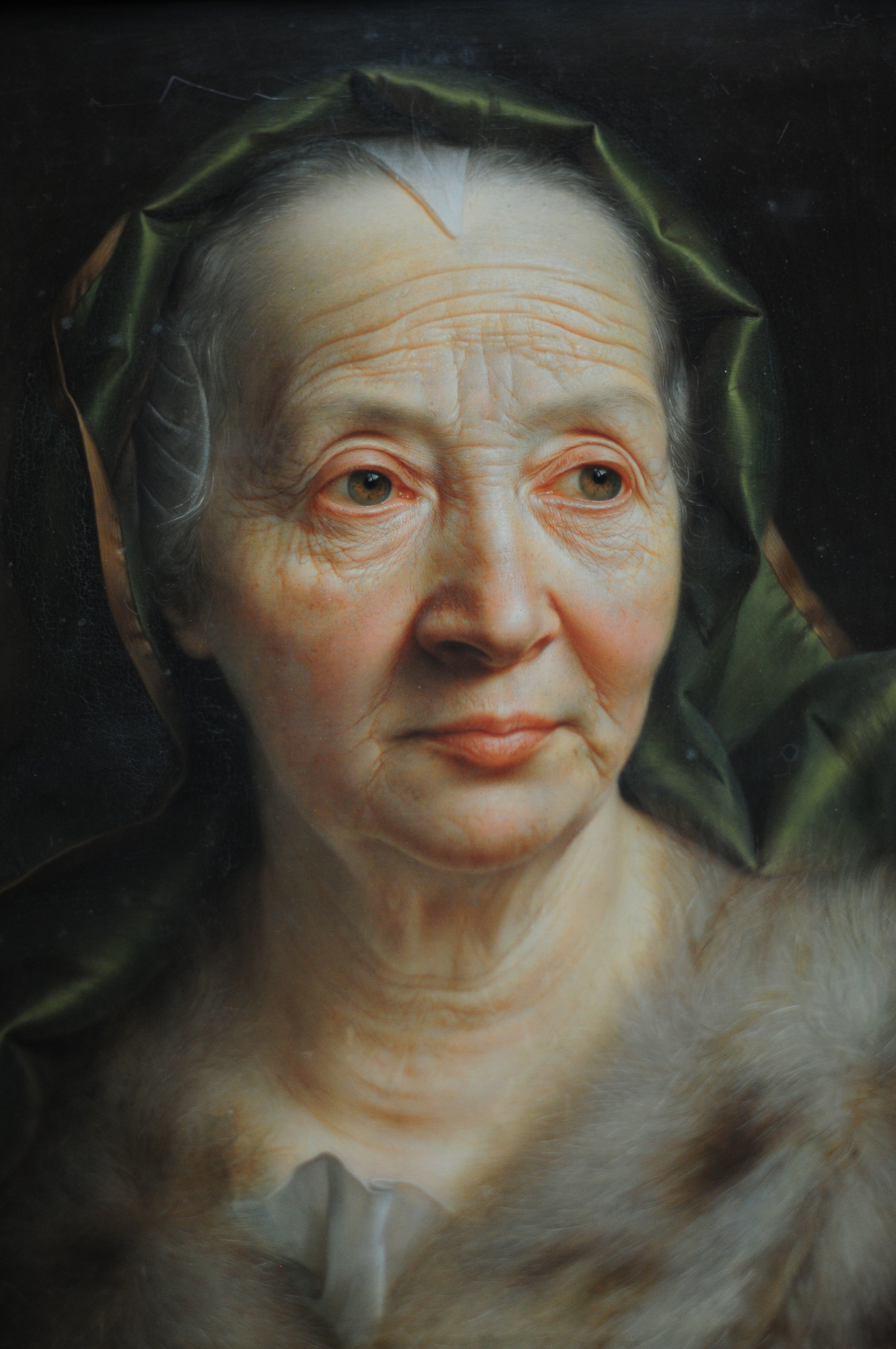
Portrait d'une vieille femme à l'écharpe verte (avant 1768), Gemäldegalerie Alte Meister, Dresde
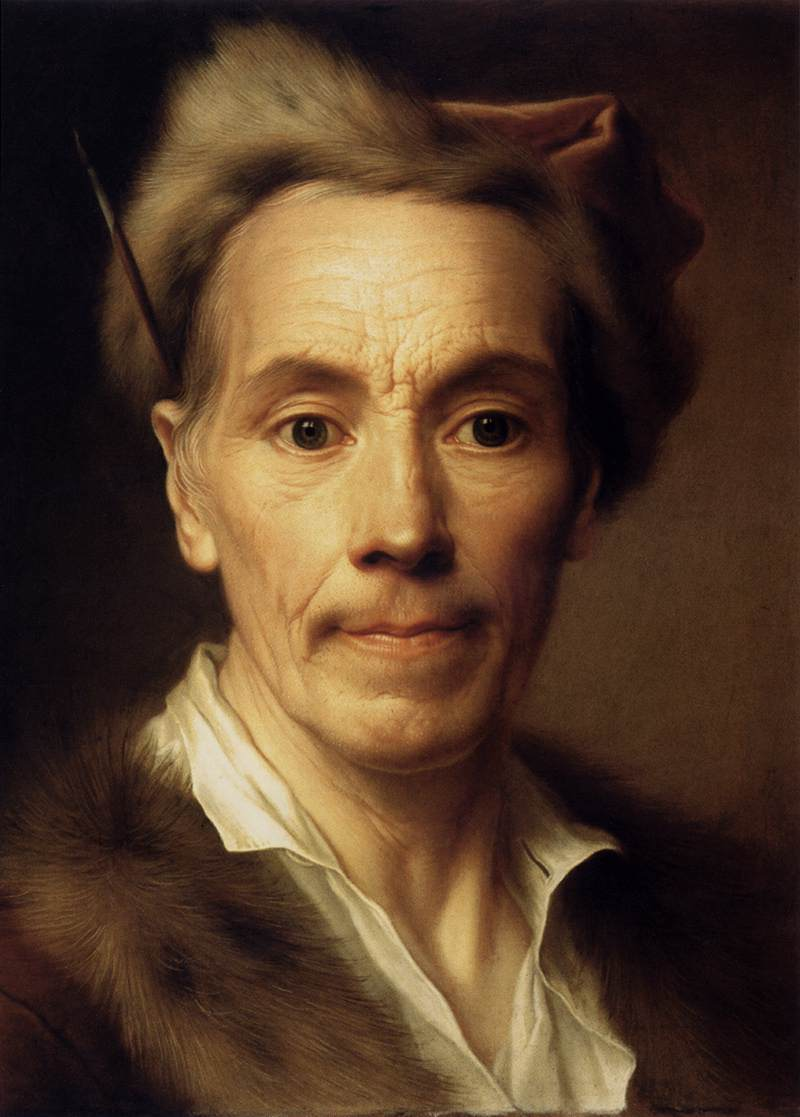
Autoportrait en vieil homme (avant 1768), Musée des beaux-arts de Budapest
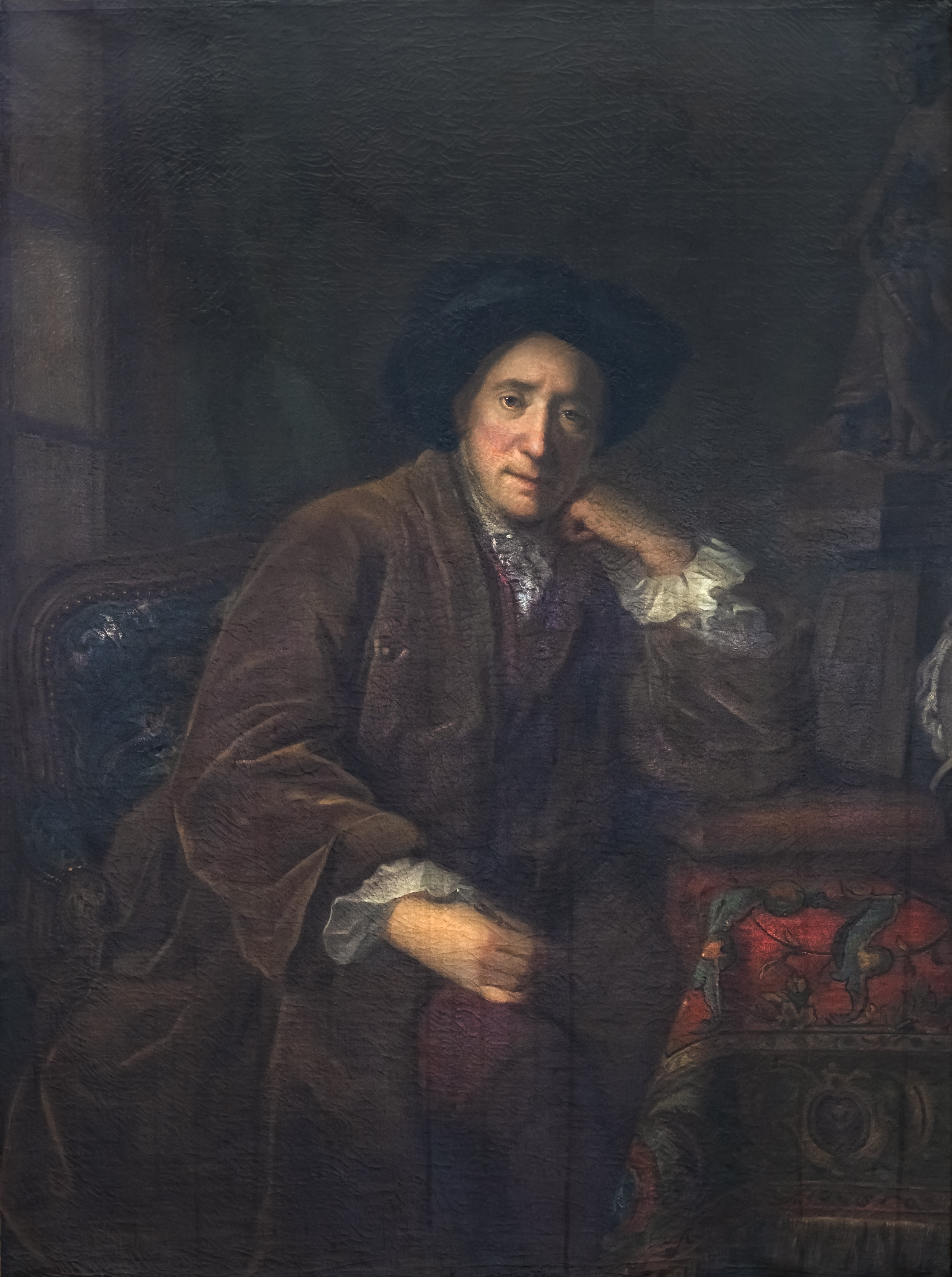
Autoportrait , Musée des Beaux-Arts de Carcassonne